# 제1회 부산독립영화제
제1회 부산독립영화제는 1999년 5월 15일에 열린 시상식이다.

## 수상 및 후보

### 공식상영작
- 나쁜 시절 - 염정석
- 레드헌트-빨갱이 사냥 - 조성봉
- 도시의 플루토 - 남상국
- 줄서기 - 김태균
- 7248 - 유상곤
- 마중 - 박지원
- 풀빛 사탕 - 김선영
- 갬 - 전인룡
- 옹이 - 박찬형
- 알리바이 - 김백준 외1명
- 짧은 이야기 - 박상욱
- 시인과 영화감독 - 김태균
- 그 친구가 뛰어 내린 이유 - 김재서